# Alexandre Geniez
Alexandre Geniez (Rodez, 2 september 1988) is een voormalig Frans wielrenner. Zijn grootste successen zijn drie etappewinsten in de Ronde van Spanje.

## Veroordeling
De rechtbank van Rodez heeft Geniez op 2 maart 2022 veroordeeld tot een voorwaardelijke gevangenisstraf van vier maanden vanwege huiselijk geweld. Ook moet hij een symbolische schadevergoeding van één euro betalen. Zijn ex-vrouw had hiervoor een aanklacht tegen Geniez ingediend. Overigens had de officier van justitie eerder een voorwaardelijke gevangenisstraf van zes maanden geëist.

## Belangrijkste overwinningen
2009
Eindklassement Ronde van de Isard
3e etappe Ronde van de Aostavallei
2011
Jongerenklassement Ronde van Luxemburg
4e etappe Ronde van Oostenrijk
2013
15e etappe Ronde van Spanje
2015
Tro Bro Léon
3e etappe Ronde van de Ain
Eindklassement Ronde van de Ain
2016
1e etappe La Méditerranéenne (ploegentijdrit)
4e etappe Ronde van de Ain
3e etappe Ronde van Spanje
2017
2e etappe Ronde van de Provence
4e etappe Ronde van de Ain
Puntenklassement Ronde van de Ain
Ronde van de Drie Valleien
2018
GP La Marseillaise
Proloog Ronde van de Provence
Eindklassement Ronde van de Provence
12e etappe Ronde van Spanje
2019
2e etappe Ronde van de Ain
2022
Proloog en 5e etappe Ronde van Rwanda

## Resultaten in voornaamste wedstrijden
| Jaar | Ronde van Italië | Ronde van Frankrijk | Ronde van Spanje |
| ---- | ---------------- | ------------------- | ---------------- |
| 2011 |                  |                     | 159e             |
| 2012 |                  |                     | 90e              |
| 2013 |                  | 44e                 | 47e (1)          |
| 2014 | 13e              |                     |                  |
| 2015 | 9e               | 112e                |                  |
| 2016 | opgave           |                     | 108e (1)         |
| 2017 | opgave           |                     | uitgesloten      |
| 2018 | 11e              |                     | 90e (1)          |
| 2019 |                  |                     |                  |
| 2020 |                  |                     | opgave           |
| 2021 |                  |                     |                  |

| Jaar | Luik-Bast.‑Luik | Ronde van Lombardije | Waalse Pijl |  | WK op de weg |  | Wereldranglijsten |
| ---- | --------------- | -------------------- | ----------- |  | ------------ |  | ----------------- |
| 2011 | 54e             |                      | 25e         |  |              |  |                   |
| 2012 | 53e             | opgave               | 25e         |  |              |  |                   |
| 2013 | opgave          | opgave               | 89e         |  |              |  | 123e (UWT)        |
| 2014 |                 | opgave               |             |  |              |  | 107e (UWT)        |
| 2015 |                 | opgave               |             |  |              |  | 85e (UWT)         |
| 2016 |                 | opgave               |             |  |              |  | 138e (UWT)        |
| 2017 |                 | 23e                  |             |  |              |  | 326e (UWT)        |
| 2018 |                 |                      |             |  | opgave       |  |                   |
| 2019 |                 |                      |             |  |              |  |                   |
| 2020 |                 |                      |             |  |              |  |                   |
| 2021 |                 |                      |             |  |              |  |                   |

## Ploegen
- 2010 –  Skil-Shimano
- 2011 –  Skil-Shimano
- 2012 –  Team Argos-Shimano
- 2013 –  FDJ.fr [a]
- 2014 –  FDJ.fr
- 2015 –  FDJ
- 2016 –  FDJ
- 2017 –  AG2R La Mondiale
- 2018 –  AG2R La Mondiale
- 2019 –  AG2R La Mondiale
- 2020 –  AG2R La Mondiale
- 2021 –  Total Direct Energie
- 2022 –  Team TotalEnergies

1. ↑  Tot eind juni heette de ploeg FDJ, daarna werd de naam veranderd.